# Efeito Purkinje

Uma sequência animada do aspeto de uma flor vermelha (de um xeranio) e a flora de fundo sob condições fotópica, mesópica, e escotópica.

O efeito Purkinje é a tendência do bico de sensibilidade de luminância do olho para se deslocar para o extremo azul do espectro de cor a baixos níveis de iluminação como parte da adaptação à escuridão. Em consequência, os vermelhos aparecerão mais escuros respeito de outras cores conforme diminuir o nível de luminosidade.
É chamado assim pelo anatomista checo Jan Purkyně (também grafado Jan Purkinje), quem ademais deu nome ao plasma sanguíneo e um tipo de neurónio. O efeito soe ser descrito desde a perspetiva  humana, mas está descrito em animais baixo o mesmo nome para descrever a mudança geral de sensibilidade espectral devido ao agrupamento do sinal de saída do conjunto de cones e bastões como parte da adaptação luz/escuridão.
Este efeito introduz uma diferença no contraste de cor sob níveis diferentes de luz. Por exemplo, à luz do sol, as flores do xeránio aparecem de vermelho brilhante face ao verde apagado das suas folhas, ou as flores azuis adjacentes, mas na mesma cena vista ao serão, o contraste investe-se, e os pétalos vermelhos aparecem de cor vermelha escura ou preta, e as folhas e as pétalas azuis aparecem relativamente brilhantes.
A sensibilidade à luz na escotópica varia com o comprimento de onda, ainda que a perceção é essencialmente em branco e preto. O deslocamento de Purkinje é a relação entre o máximo de absorção da rodopsina, que alcança um máximo a uns 500 nm, e o das opsinas nos cones de maior comprimento de onda que dominam na visão fotópica, a uns 555 nm (verde).
Em astronomia visual, o deslocamento de Purkinje pode afetar as estimacións visuais de estrelas variáveis quando se comparam estrelas de diferente cor, especialmente se uma das estrelas é vermelha.

## Fisiologia
O efeito Purkinje ocorre na transição entre uso primário dos sistemas fotópico (cones) e escotópico (bastonetes), isso é, no estado mesópico: À  medida que a intensidade se atenua, os bastons tomam o turno e, antes de que a cor desapareça completamente, desloca-se para a maior sensibilidade dos bastonetes.
O efeito ocorre porque em condições mesópicas as saídas dos cones na retina, que são geralmente responsáveis da perceção de cor de dia, juntam-se com as saídas dos bastonetes que são mais sensíveis nessas condições e têm una sensibilidade máxima no comprimento de onda azul-verde de 507 nm.

## Uso de luzes vermelhas
A insensibilidade dos bastonetes à luz de maior comprimento de onda levou a utilizar luzes vermelhas por exemplo, nas salas de controlo dos submarinos, em laboratórios, nos aviões ou na astronomia visual.
As luzes vermelhas utilizam-se em condições nas que é conveniente ativar tanto o sistema fotópico como o escotópico. Os submarinos estão bem iluminados para facilitar a visão de quem trabalha neles, mas a sala de controlo deve estar iluminada de forma diferente para que os membros da tripulação possam ler os painéis de instrumentos e, contudo, permaneçam às escuras. Empregando luzes vermelhas, os cones podem receber suficiente luz para proporcionar uma visão de alta agudeza para ler. Os bastonetes não se saturam com a luz vermelha brilhante porque são insensíveis à luz de longitude de onda comprida, pelo que os tripulantes permanecem adaptados à escuridão.
Da mesma maneira, as cabines dos aviões utilizam luzes vermelhas para que os pilotos possam ler os seus instrumentos e mapas enquanto conservam a visão nocturna para ver o exterior.

## História
O efeito foi descoberto em 1819 por Jan Evanxelista Purkyně. Ele era um polímata que meditava ao sair o sol durante longos passeios compridos pelos campos de Bohemia floridos. Purkyně deu-se conta de que as suas flores favoritas apareciam de cor vermelha brilhante numa tarde de sol, enquanto que á manhã pareciam muito escuras. Razoou que o olho não tem um, mas dois sistemas adaptados para ver as cores, um para intensidade de luz brilhante, e outro para o crepúsculo e o amanheçer.
Purkyně escreveu no seu Neue Beiträge: 
Objetivamente, o grau de iluminação tem uma grande influência na intensidade da qualidade da cor. Para comprová-lo com maior claridade, tomei algumhas cores quando começa a clarear lentamente. Ao princípio só se vê o preto e o gris. Em particular, as cores mais brilhantes, o vermelho e o verde, aparecem mais escuras. O amarelo não se distingue de um vermelho rosado. O azul faz-se notar primeiro. Os matizes do vermelho, que são os mais brilhantes à luz do dia, a saber, o carmim, o cinábrio e o laranja, mostram-se como os mais escuros durante bastante tempo, em contraste com o seu brilho meio. O verde parece-me mais azulado, e a sua tingidura amarela desenvolve-se só com o aumento da luz do dia.